# Fleringen, Bitburg-Prüm
Fleringen  là một đô thị thuộc huyện Bitburg-Prüm, bang Rhineland-Palatinate, Đức.